# Гренічешть
Гренічешть, Гренічешті (рум. Grănicești) — село у повіті Сучава в Румунії. Входить до складу комуни Гренічешть.
Село розташоване на відстані 374 км на північ від Бухареста, 23 км на північний захід від Сучави, 136 км на північний захід від Ясс.

## Населення
За даними перепису населення 2002 року у селі проживала 2031 особа, з них 2029 осіб (99,9%) румунів. Усі жителі села рідною мовою назвали румунську.

## Відомі особистості
В поселенні народився:
- Маргарета Кліпа (* 1958) — румунська співачка.